# Ledare för Sveriges herrlandslag i ishockey
Ledare för Sveriges herrlandslag i ishockey har haft olika titlar under årens lopp. De har kunnat heta rikstränare, förbundskapten eller (i svengelskt tal) coach. Från 1957, ett år då Sverige tog VM-guld, och fram till 2004 innehade 17 personer denna ledarposition.

## Rikstränare / förbundskapten / coach
| Säsong              | Förbundskapten                 | Turnering                                     | Coacher                                                           |
| ------------------- | ------------------------------ | --------------------------------------------- | ----------------------------------------------------------------- |
| 2022/2023           | Sam Hallam                     |                                               |                                                                   |
| 2021/2022           | Johan Garpenlöv                |                                               |                                                                   |
| 2020/2021           | Johan Garpenlöv                |                                               |                                                                   |
| 2019/2020           | Johan Garpenlöv                |                                               |                                                                   |
| 2018/2019           | Rikard Grönborg                |                                               |                                                                   |
| 2017/2018           | Rikard Grönborg                |                                               |                                                                   |
| 2016/2017           | Rikard Grönborg                |                                               |                                                                   |
| 2015/2016           | Pär Mårts                      |                                               |                                                                   |
| 2014/2015           | Pär Mårts                      |                                               |                                                                   |
| 2013/2014           | Pär Mårts                      |                                               |                                                                   |
| 2012/2013           | Pär Mårts                      |                                               |                                                                   |
| 2011/2012           | Pär Mårts                      |                                               |                                                                   |
| 2010/2011           | Pär Mårts                      |                                               |                                                                   |
| 2009/2010           | Bengt-Åke Gustafsson           |                                               |                                                                   |
| 2008/2009           | Bengt-Åke Gustafsson           |                                               |                                                                   |
| 2007/2008           | Bengt-Åke Gustafsson           |                                               |                                                                   |
| 2006/2007           | Bengt-Åke Gustafsson           |                                               |                                                                   |
| 2005/2006           | Bengt-Åke Gustafsson           | världsmästerskapet i ishockey för herrar 2006 | Bengt-Åke Gustafsson Jan Karlsson Tommy Samuelsson                |
| 2005/2006           | Bengt-Åke Gustafsson           | Euro Hockey Tour Slutspel                     | Bengt-Åke Gustafsson Jan Karlsson Tommy Samuelsson                |
| 2005/2006           | Bengt-Åke Gustafsson           | LG Hockey Games                               | Bengt-Åke Gustafsson Jan Karlsson Tommy Samuelsson                |
| 2005/2006           | Bengt-Åke Gustafsson           | Ishockey vid olympiska vinterspelen 2006      | Bengt-Åke Gustafsson Anders Eldebrink Jan Karlsson                |
| 2005/2006           | Bengt-Åke Gustafsson           | Rosno Cup                                     | Bengt-Åke Gustafsson Anders Eldebrink Jan Karlsson                |
| 2005/2006           | Bengt-Åke Gustafsson           | Karjala Tournament                            | Bengt-Åke Gustafsson Jan Karlsson                                 |
| 2005/2006           | Bengt-Åke Gustafsson           | Ceska Pojistovna Cup                          | Bengt-Åke Gustafsson Jan Karlsson                                 |
| 2004/2005           | Bengt-Åke Gustafsson           | världsmästerskapet i ishockey för herrar 2005 | Bengt-Åke Gustafsson Jan Karlsson Tommy Samuelsson Tommy Boustedt |
| 2004/2005           | Claes-Göran "Myggan" Wallin    | Sweden Hockey Games                           | Roger Melin Jan Karlsson                                          |
| 2004/2005           | Claes-Göran "Myggan" Wallin    | Rosno Cup                                     | Kent "Lill-Kenta" Johansson Mikael Andersson                      |
| 2004/2005           | Claes-Göran "Myggan" Wallin    | Karjala Tournament                            | Bengt-Åke Gustafsson Jan Karlsson                                 |
| 2003/2004           | Hardy Nilsson                  | världsmästerskapet i ishockey för herrar 2004 | Hardy Nilsson Ulf Dahlén Tommy Samuelsson Tommy Boustedt          |
| 2003/2004           | Hardy Nilsson                  | Sweden Hockey Games                           | Hardy Nilsson Ulf Dahlén Tommy Samuelsson                         |
| 2003/2004           | Hardy Nilsson                  | Baltica Brewery Cup                           | Hardy Nilsson Jan Karlsson                                        |
| 2003/2004           | Hardy Nilsson                  | Karjala Tournament                            | Hardy Nilsson Tommy Samuelsson                                    |
| 2003/2004           | Hardy Nilsson                  | Ceska Pojistovna Cup                          | Hardy Nilsson Jan Karlsson                                        |
| 2002/2003           | Hardy Nilsson                  | världsmästerskapet i ishockey för herrar 2003 | Hardy Nilsson Tommy Samuelsson Tommy Boustedt                     |
| 2002/2003           | Hardy Nilsson                  | Sweden Hockey Games                           | Hardy Nilsson Tommy Samuelsson                                    |
| 2002/2003           | Hardy Nilsson                  | Baltica Brewery Cup                           | Hardy Nilsson Jan Karlsson                                        |
| 2002/2003           | Hardy Nilsson                  | Karjala Tournament                            | Hardy Nilsson Tommy Samuelsson                                    |
| 2002/2003           | Hardy Nilsson                  | Ceska Pojistovna Cup                          | Hardy Nilsson Tommy Samuelsson                                    |
| 2001/2002           | Anders Hedberg                 | världsmästerskapet i ishockey för herrar 2002 | Hardy Nilsson Mats Waltin                                         |
| 2001/2002           | Anders Hedberg                 | Karjala Tournament                            | Hardy Nilsson Mats Waltin                                         |
| 2001/2002           | Anders Hedberg                 | Ishockey vid olympiska vinterspelen 2002      | Hardy Nilsson Mats Waltin                                         |
| 2001/2002           | Anders Hedberg                 | Baltica Brewery Cup                           | Hardy Nilsson Tommy Tomth                                         |
| 2001/2002           | Anders Hedberg                 | Sweden Hockey Games                           | Hardy Nilsson Peo Larsson                                         |
| 2001/2002           | Anders Hedberg                 | Ceska Pojistovna Cup                          | Hardy Nilsson Mats Waltin                                         |
| 2000/2001           | Anders Hedberg                 | världsmästerskapet i ishockey för herrar 2001 | Hardy Nilsson Tommy Tomth                                         |
| 2000/2001           | Anders Hedberg                 | Sweden Hockey Games                           | Hardy Nilsson Tommy Tomth                                         |
| 2000/2001           | Anders Hedberg                 | Baltica Brewery Cup                           | Hardy Nilsson Peo Larsson                                         |
| 2000/2001           | Anders Hedberg                 | Karjala Tournament                            | Hardy Nilsson Tommy Tomth                                         |
| 2000/2001           | Anders Hedberg                 | Ceska Pojistovna Cup                          | Hardy Nilsson Tommy Tomth                                         |
| 1999/2000           | Peter Wallin                   | världsmästerskapet i ishockey för herrar 2000 | Stephan Lundh Hardy Nilsson                                       |
| 1999/2000           | Peter Wallin                   | Sweden Hockey Games                           | Stephan Lundh Tommy Boustedt                                      |
| 1999/2000           | Peter Wallin                   | Baltica Brewery Cup                           | Hardy Nilsson Ulf Weinstock                                       |
| 1999/2000           | Peter Wallin                   | Karjala Tournament                            | Sune Bergman Roger Melin                                          |
| 1999/2000           | Peter Wallin                   | Ceska Pojistovna Cup                          | Ulf Taavola Niklas Wikegård                                       |
| 1998/1999           | Peter Wallin                   | världsmästerskapet i ishockey för herrar 1999 | Sune Bergman Stephan Lundh                                        |
| 1998/1999           | Peter Wallin                   | Sweden Hockey Games                           | Niklas Wikegård Lars Molin                                        |
| 1998/1999           | Peter Wallin                   | Baltica Brewery Cup                           | Sune Bergman Stephan Lundh                                        |
| 1998/1999           | Peter Wallin                   | Karjala Tournament                            | Dan Hobér Roger Melin                                             |
| 1998/1999           | Peter Wallin                   | Ceska Pojistovna Cup                          | Tommy Boustedt Niklas Wikegård                                    |
| 1995/1996-1997/1998 | Kent Forsberg                  |                                               |                                                                   |
| 1992/1993-1994/1995 | Curt Lundmark                  |                                               |                                                                   |
| 1990/1991-1991/1992 | Conny Evensson                 |                                               |                                                                   |
| 1986/1987-1989/1990 | Tommy Sandlin                  |                                               |                                                                   |
| 1985/1986           | Curt Lindström                 |                                               |                                                                   |
| 1984/1985           | Leif Boork                     |                                               |                                                                   |
| 1981/1982-1983/1984 | Anders "Ankan" Parmström       |                                               |                                                                   |
| 1980/1981           | Bengt "Fisken" Ohlson          |                                               |                                                                   |
| 1978/1979-1979/1980 | Tommy Sandlin                  |                                               |                                                                   |
| 1976/1977-1977/1978 | Hans "Virus" Lindberg          |                                               |                                                                   |
| 1974/1975-1975/1976 | Ronald "Sura-Pelle" Pettersson |                                               |                                                                   |
| 1972/1973-1973/1974 | Kjell Svensson                 |                                               |                                                                   |
| 1971/1972           | Billy Harris                   |                                               |                                                                   |
| 1960/1961-1970/1971 | Arne Strömberg (Rikstränare)   |                                               |                                                                   |
| 1957/1958-1959/1960 | Ed Reigle                      |                                               |                                                                   |
| 1956/1957           | Ingen                          |                                               | Folke "Masen" Jansson                                             |

## Landslagschef / general manager
- Peter Wallin, General Manager (1998–2000)
- Anders Hedberg, General Manager & förbundskapten (2000–2002)
- Claes-Göran "Myggan" Wallin, landslagschef (2002–2010)
- Mats Näslund, "Team manager" (Ceska Pojistovna Cup 1–4 september 2005).
- Johan Garpenlöv, "Team manager" (säsongen 2009/2010–)